# 301 до н. е.

## Події
- Битва при Іпсі
- скінчилася Четверта війна діадохів
- Амастрида, правителька Гераклеї, передала владу своєму пасинкові Клеарху.
- цар Каппадокії Аріарат II

## Померли
- Антигон I Одноокий — діадох.